# Christen Holm
Christen Hansen Holm (født 14. juli 1837 i Ulfborg Sogn, død 4. januar 1914) var en dansk gårdejer og politiker. Han var medlem af Folketinget i 1872-1973 og af Landstinget 1895-1902.
Christen Holm var søn af gårdejer H.P. Simonsen og blev efter at have gået på Staby Højskole ejer af Vennergård pr. Lem ved Ringkøbing. Han var 1865-1870 medlem af sognerådet, ligeledes fra 1877-1882, og var i alt i 6 år formand. Den 20. september 1872 valgtes han til Folketinget for Ringkøbingkredsen han var da gårdejer i Velling og havde sæde til opløsningen af tinget efter Finanslovnægtelsen (1877). Han stemte mod Det forenede Venstre, og dette kostede ham hans mandat, idet han faldt for gårdejer M.P. Christiansen med 381 stemmer mod 655. Men provisorietiden og de senere politiske begivenheder ændrede hans syn; han sluttede sig til det Bojsenske Venstre og fik ved Thomas Nielsens død sæde i Landstinget for 11. kreds ved suppleringsvalg den 25. september 1895 for at følge forligets politik og faldt med dets venner i 1902, idet han trak sig tilbage før valget, da Venstrereformpartiet viste sig at have magt til at besætte de to pladser, og Højre tog den tredje, der rigtignok blev besat med den frikonservative Lars Rasmussen-Vanddamgaard.